# King's Tower
King's Tower (ukrajinsky Житловий комплекс «Королівська вежа»), v překladu Králova věž, je asi 27patrová rezidentní výšková budova v Doněcku, v okrese Vorošilov, na Ukrajině, ležící v parku na břehu přehradní nádrže na řece Kalmius. Od konce roku 2007, kdy už dosáhla určité konstrukční výšky, jde o nejvyšší budovu ve městě (k březnu 2022). Architektem byl J. Vig.
Výstavba proběhla v letech 2005–2009 a inaugurace v roce 2010. Dosahuje výšky 112 metrů, po střechu ~95 metrů a nejvyšší patro je dostupné ve výšce 86,9 metrů nad zemí. Celková podlahová plocha budovy je 37 797 m², rozloha apartmánů 22 028 m². Nabízí celkem 144 bytových jednotek a výška jednoho patra od podlahy k podlaze je 3,3 metry. V 1.–2. patře jsou prostory pro inženýrské sítě a servisní organizace: pobočky bank, zdravotní, sportovní i rekreační středisko nebo kosmetický salon. V podzemí je parkoviště pro asi 83–85 vozidel. Vertikální přepravu zajišťuje pět vysokorychlostních výtahů (dva osobní, dva nákladní a jeden servisní).
Mrakodrap vyniká vrchní čnící konstrukcí podobné tvaru královské koruny. Fasáda budovy je zhotovena z červených keramických cihel, následuje vzduchová vrstva a pěnobeton o tloušťce 30 cm. Každý byt má ohnivzdorné a proti vloupání odolné dveře, kovovo-plastová dvojitá okna od firmy Rehau, omítnuté stěny, cementový potěr na podlaze, hydroizolaci v koupelně či měděné elektrické vedení. Základy věže jsou zpevněny pískovcem, speciálními antisesuvnými spoji a železobetonovou deskou o tloušťce 1,8 metrů.

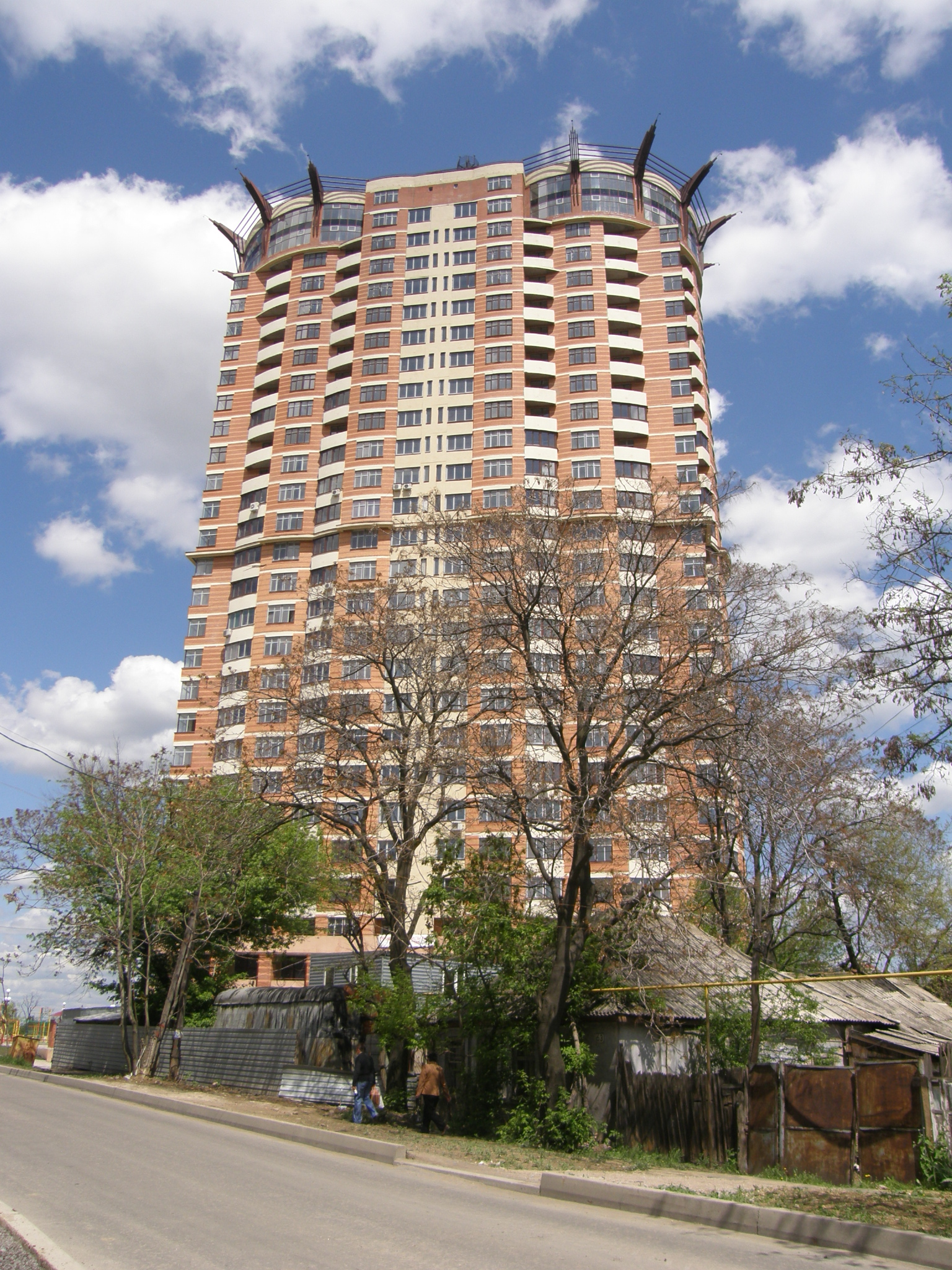
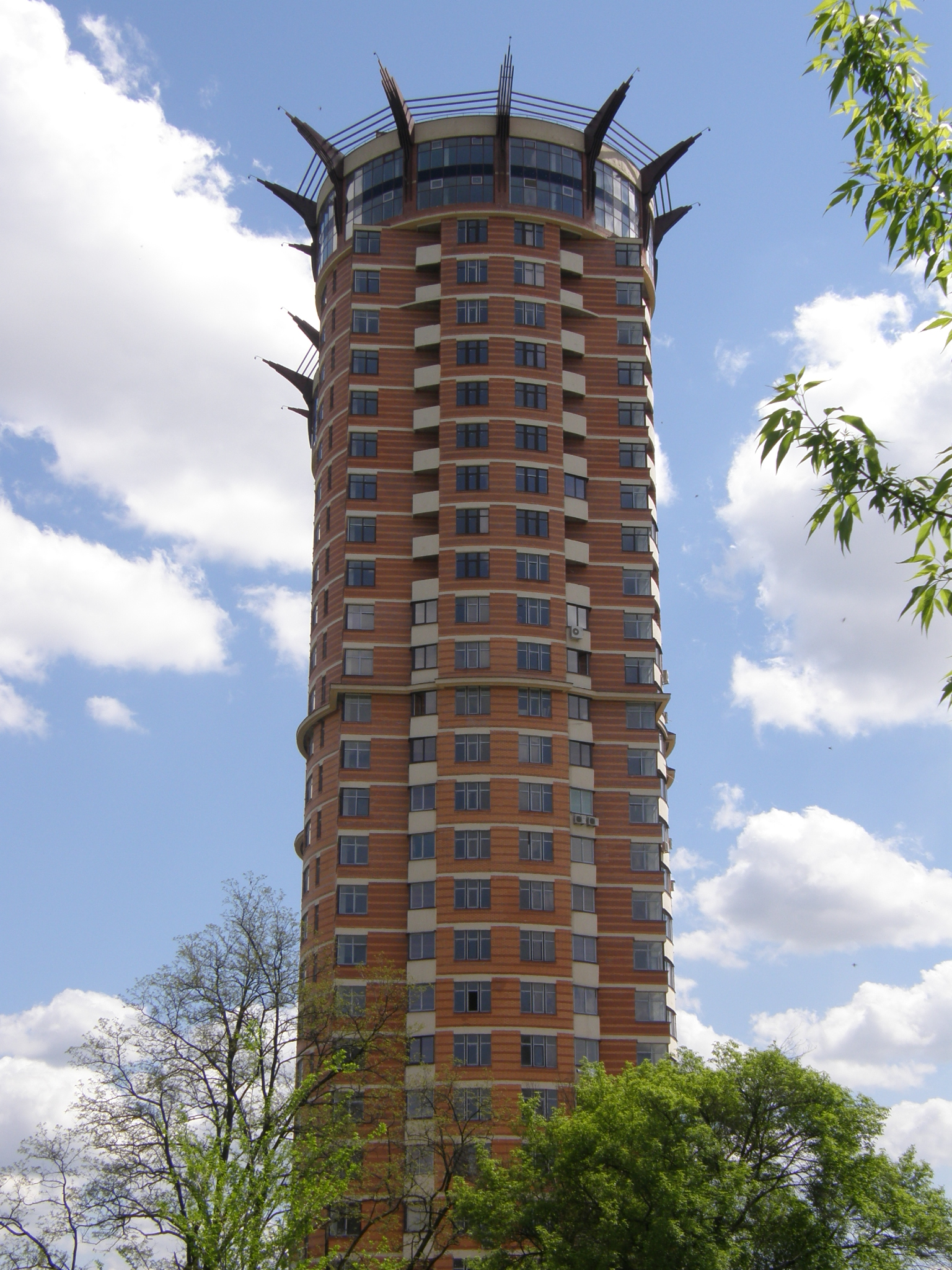
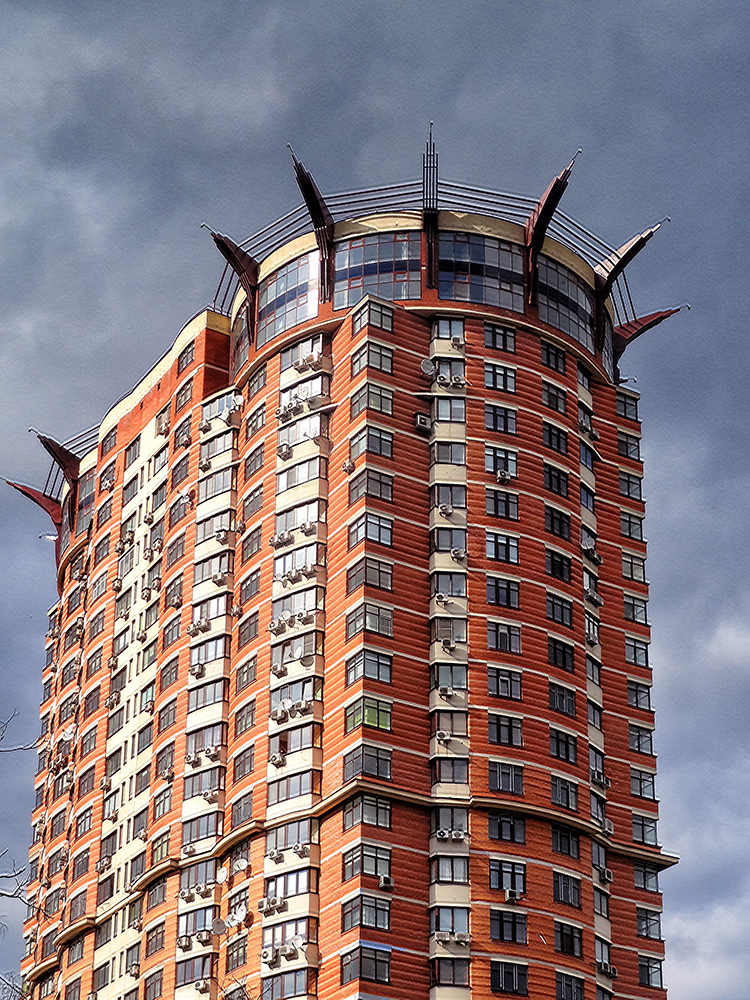
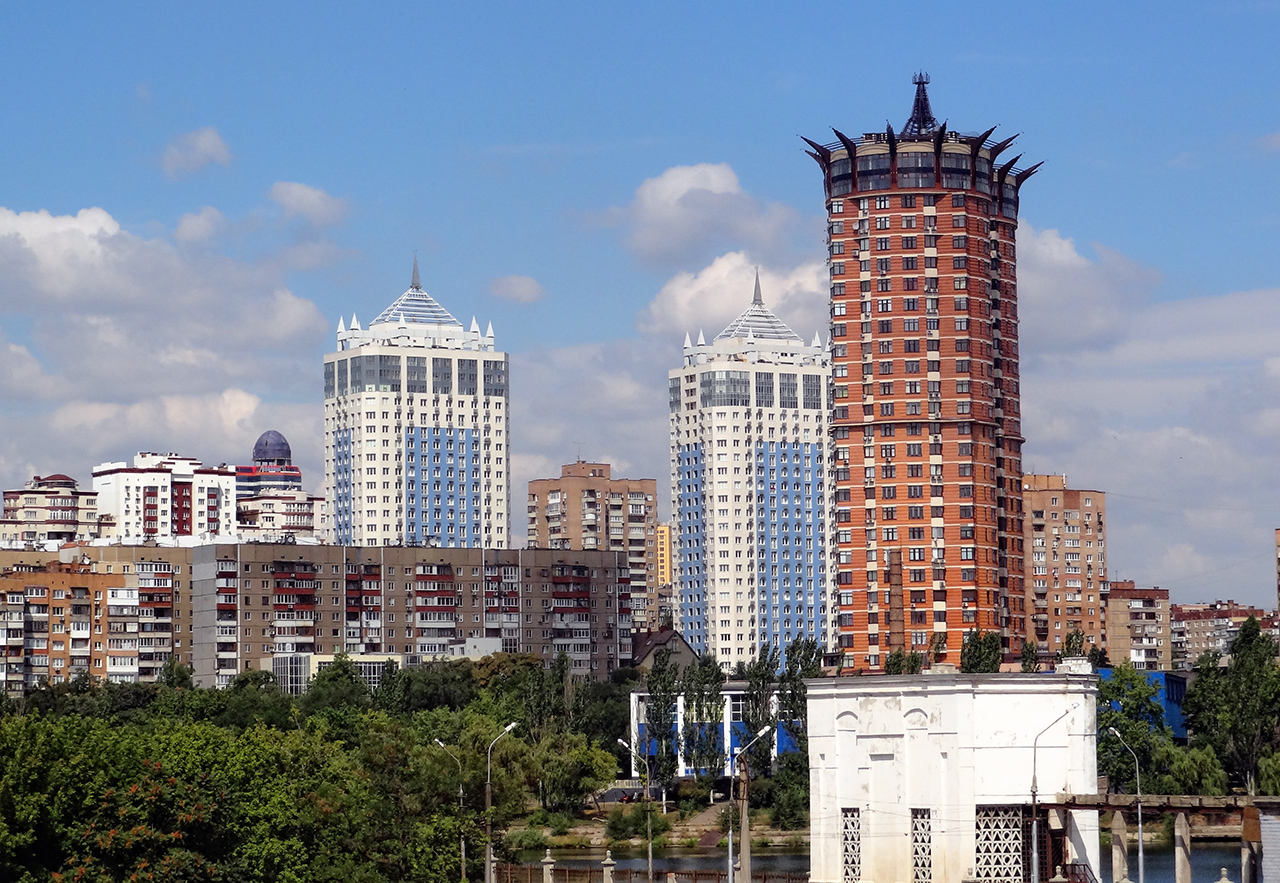
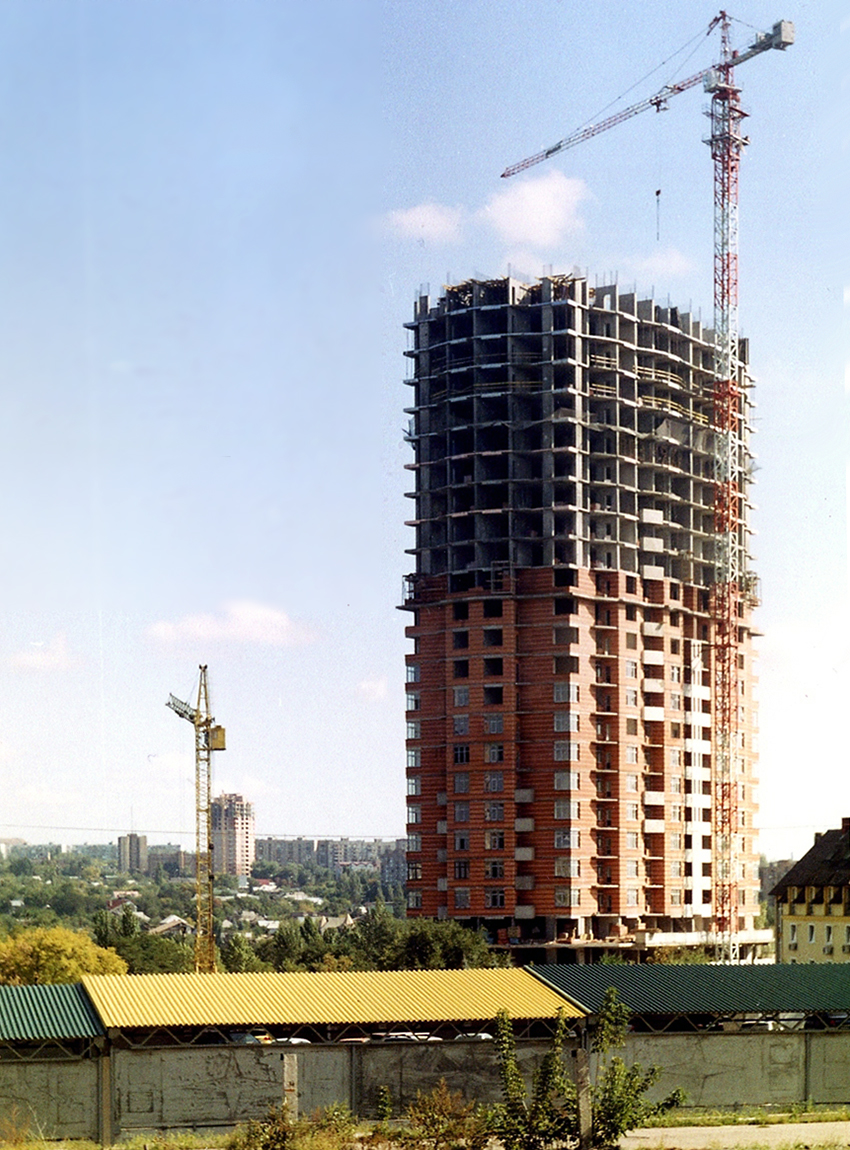
Stavba v roce 2007